# Représentations diplomatiques de la République dominicaine

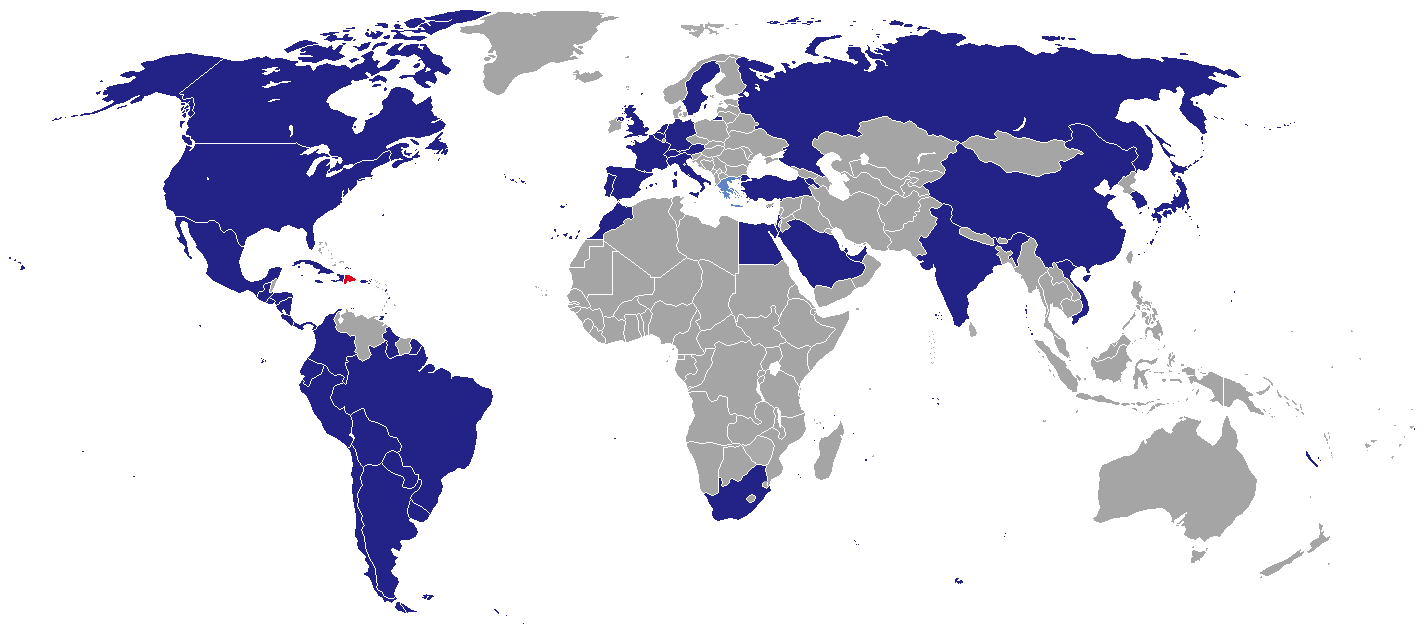
Pays avec des représentations diplomatiques de la République dominicaine.

Ceci est une liste des représentations diplomatiques de la République dominicaine, à l'exclusion des consulats honoraires. La plupart des missions de la République dominicaine sont situées en Amérique et dans les Caraïbes.

## Afrique
- Afrique du Sud
  - Pretoria (ambassade)
- Égypte
  - Le Caire (ambassade)
- Maroc
  - Rabat (ambassade)

## Amérique
- Antigua-et-Barbuda
  - Saint John's (ambassade)
- Argentine
  - Buenos Aires (ambassade)
- Bolivie
  - La Paz (ambassade)
- Brésil
  - Brasilia (ambassade)
  - Rio de Janeiro (consulat général)
  - São Paulo (consulat général)
- Canada
  - Ottawa (ambassade)
  - Montréal (consulat général)
  - Toronto (consulat général)
- Chili
  - Santiago (ambassade)
- Colombie
  - Bogota (ambassade)
- Costa Rica
  - San José (ambassade)
- Cuba
  - La Havane (ambassade)
- Équateur
  - Quito (ambassade)
- États-Unis
  - Washington (ambassade)
  - Boston (consulat général)
  - Chicago (consulat général)
  - Houston (consulat général)
  - Los Angeles (consulat général)
  - Mayagüez, Porto Rico (consulat général)
  - Miami (consulat général)
  - New York (consulat général)
  - Nouvelle-Orléans (consulat général)
  - Orlando (consulat général)
  - Paterson (consulat général)
  - Philadelphie (consulat général)
  - San Juan, Porto Rico (consulat général)
- Guatemala
  - Guatemala (ambassade)
- Guyana
  - Georgetown (ambassade)
- Haïti
  - Port-au-Prince (ambassade)
  - Anse-à-Pitres (consulat général)
  - Belladère (consulat général)
  - Cap-Haïtien (consulat)
  - Ouanaminthe (consulat général)
- Honduras
  - Tegucigalpa (ambassade)
- Jamaïque
  - Kingston (ambassade)
- Mexique
  - Mexico (ambassade)
- Nicaragua
  - Managua (ambassade)
- Panama
  - Panama (ambassade)
- Paraguay
  - Asuncion (ambassade)
- Pérou
  - Lima (ambassade)
- Salvador
  - San Salvador (ambassade)
- Trinité-et-Tobago
  - Port-d'Espagne (ambassade)
- Uruguay
  - Montevideo (ambassade)

## Asie
- Arabie saoudite
  - Riyad (ambassade)
- Arménie
  - Erevan (Bureau de l'ambassade)
- Chine
  - Pékin (ambassade)
  - Hong Kong (consulat général)
  - Shanghai (consulat général)
- Corée du Sud
  - Séoul (ambassade)
- Émirats arabes unis
  - Abou Dabi (ambassade)
- Inde
  - New Delhi (ambassade)
- Israël
  - Tel Aviv-Jaffa (ambassade)
- Japon
  - Tokyo (ambassade)
- Qatar
  - Doha (ambassade)
- Turquie
  - Ankara (ambassade)
- Viêt Nam
  - Hanoï (ambassade)

## Europe
- Allemagne
  - Berlin (ambassade)
  - Francfort-sur-le-Main (consulat général)
  - Hambourg (consulat général)
- Autriche
  - Vienne (ambassade)
- Belgique
  - Bruxelles (ambassade)
  - Anvers (consulat général)
- Espagne
  - Madrid (ambassade)
  - Barcelone (consulat général)
  - Santa Cruz de Tenerife (consulat général)
  - Séville (consulat)
  - Valence (consulat)
- France
  - Paris (ambassade)
  - Marseille (consulat général)
  - Pointe-à-Pitre (consulat général)
- Grèce
  - Athènes (consulat général)
- Italie
  - Rome (ambassade)
  - Gênes (consulat général)
  - Milan (consulat général)
- Pays-Bas
  - La Haye (ambassade)
  - Amsterdam (consulat général)
  - Willemstad (consulat général)
  - Philipsburg (consulat général)
- Portugal
  - Lisbonne (ambassade)
- Royaume-Uni
  - Londres (ambassade)
- Russie
  - Moscou (ambassade)
- Suède
  - Stockholm (ambassade)
- Suisse
  - Berne (ambassade)
  - Zurich (consulat général)
- Vatican
  - Rome (ambassade)[note 1]

## Organisations internationales
- Bruxelles (mission auprès de l'Union européenne)
- Genève (mission permanente auprès des Nations unies et d'organisations internationales)
- New York (mission permanente auprès des Nations unies)
- Paris (mission permanente auprès de l'UNESCO)
- Rome (mission permanente auprès de l'Organisation des Nations Unies pour l'alimentation et l'agriculture)
- Vienne (mission permanente auprès des Nations unies)
- Washington (mission permanente auprès de l'Organisation des États américains)

## Galerie

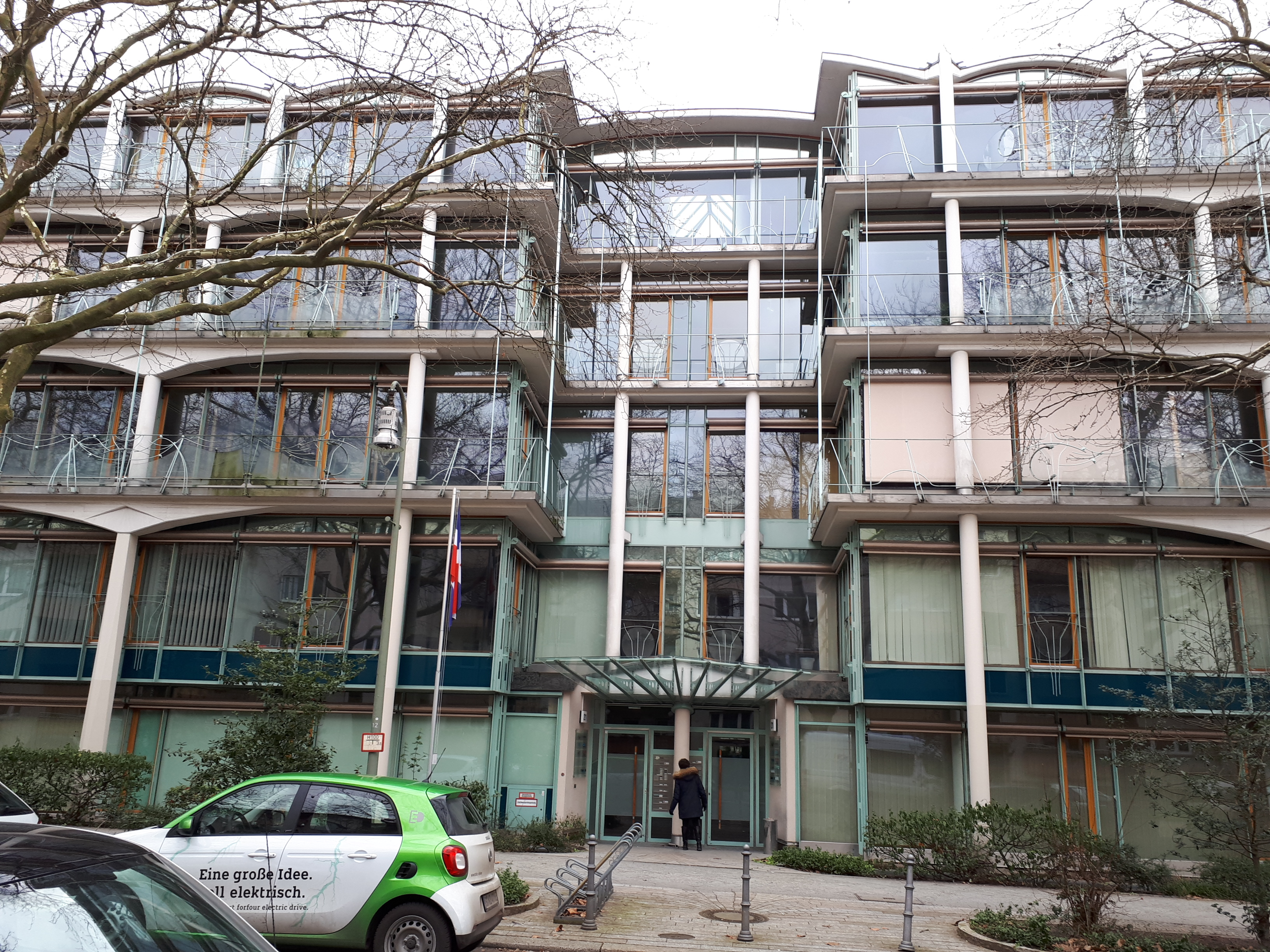
Ambassade à Berlin.
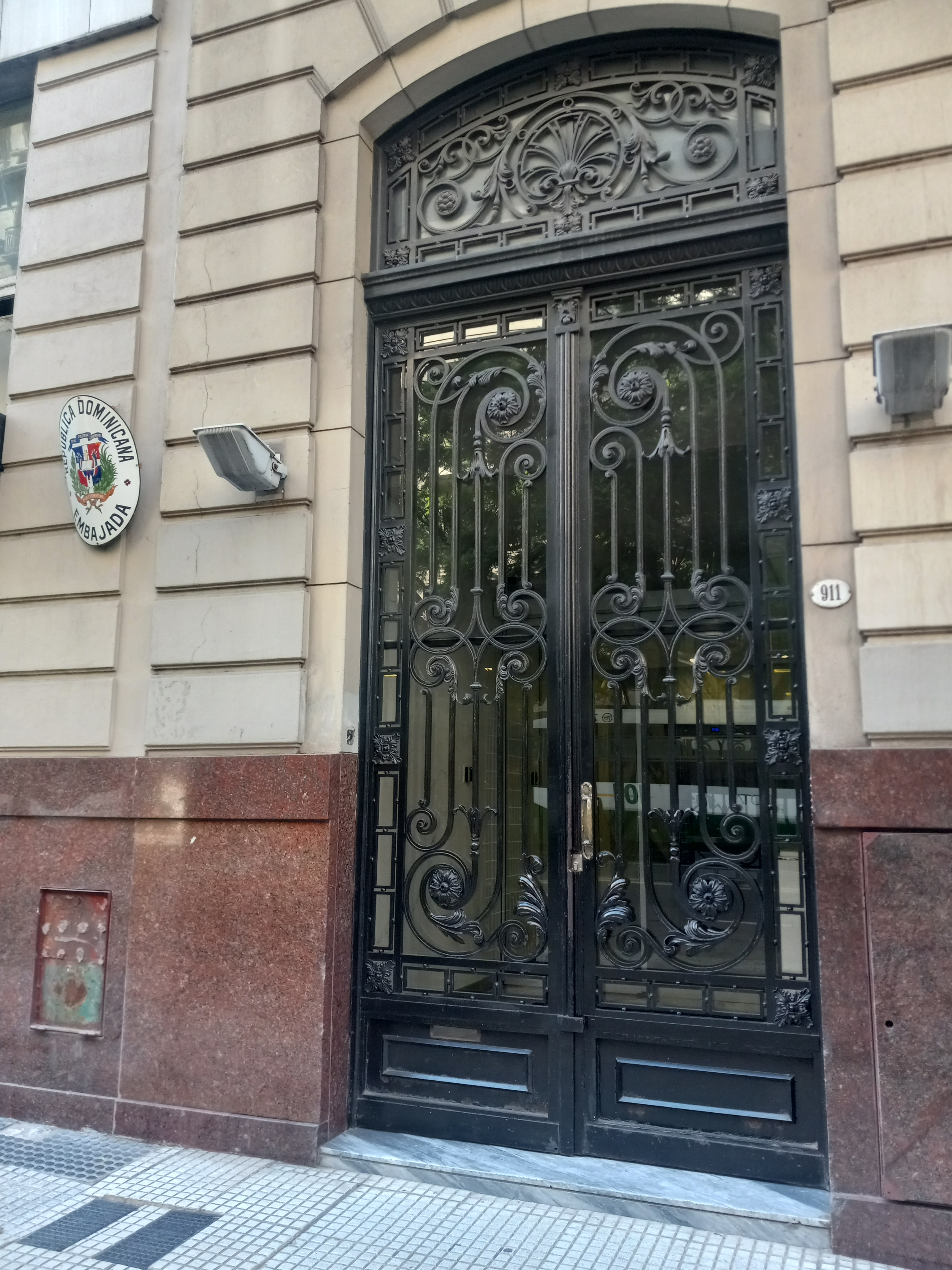
Ambassade à Buenos Aires.
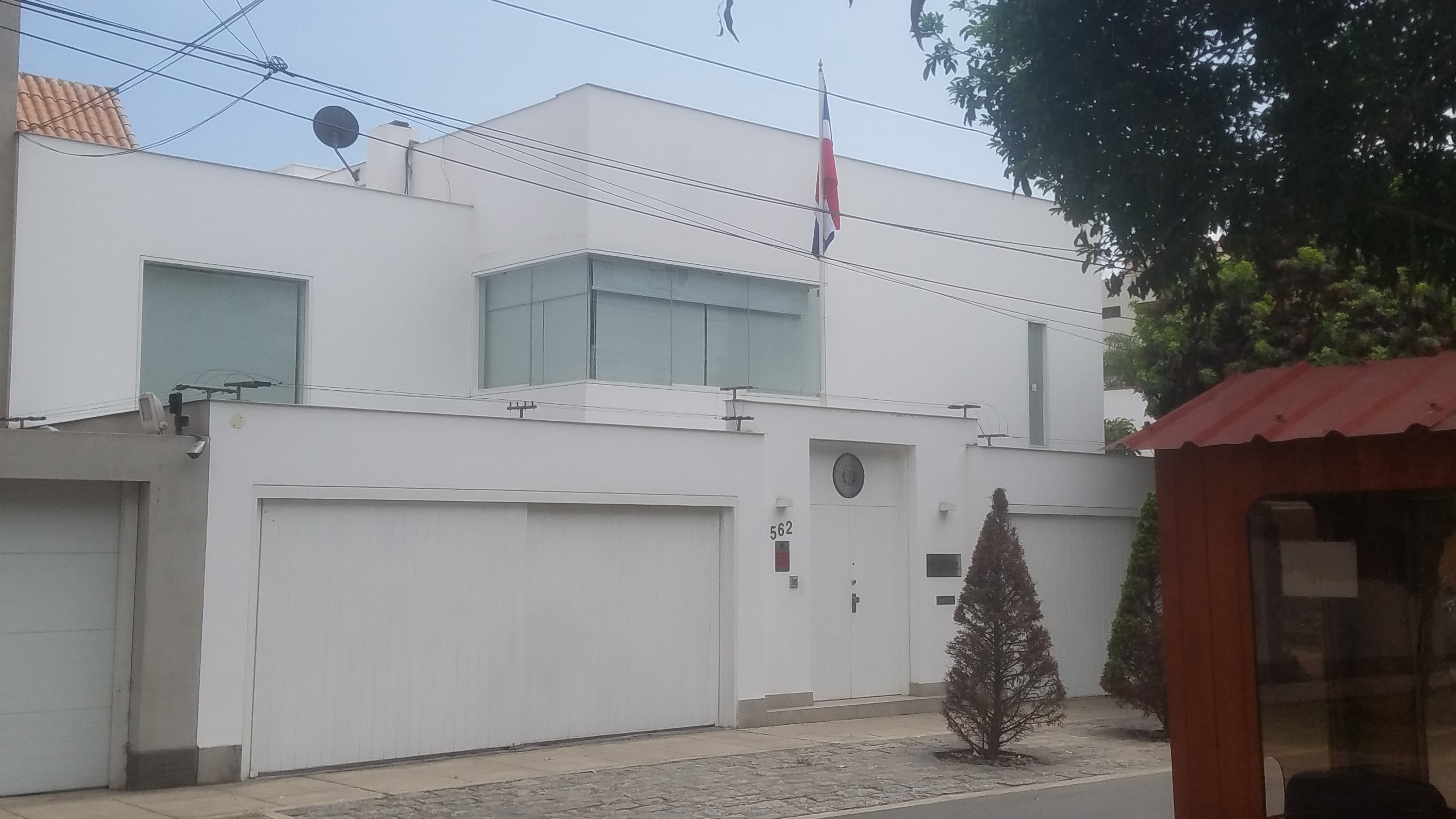
Ambassade à Lima.
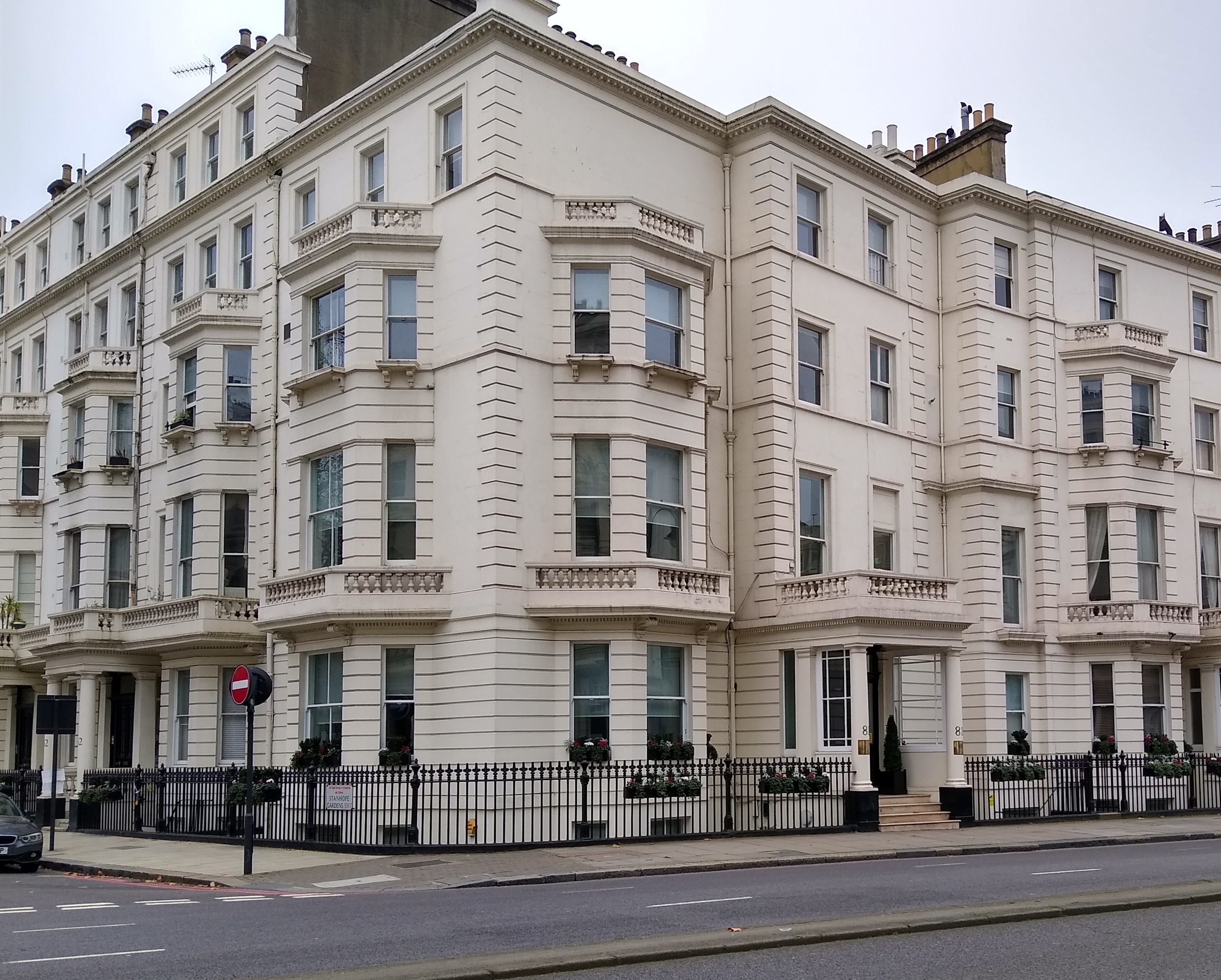
Ambassade à Londres.
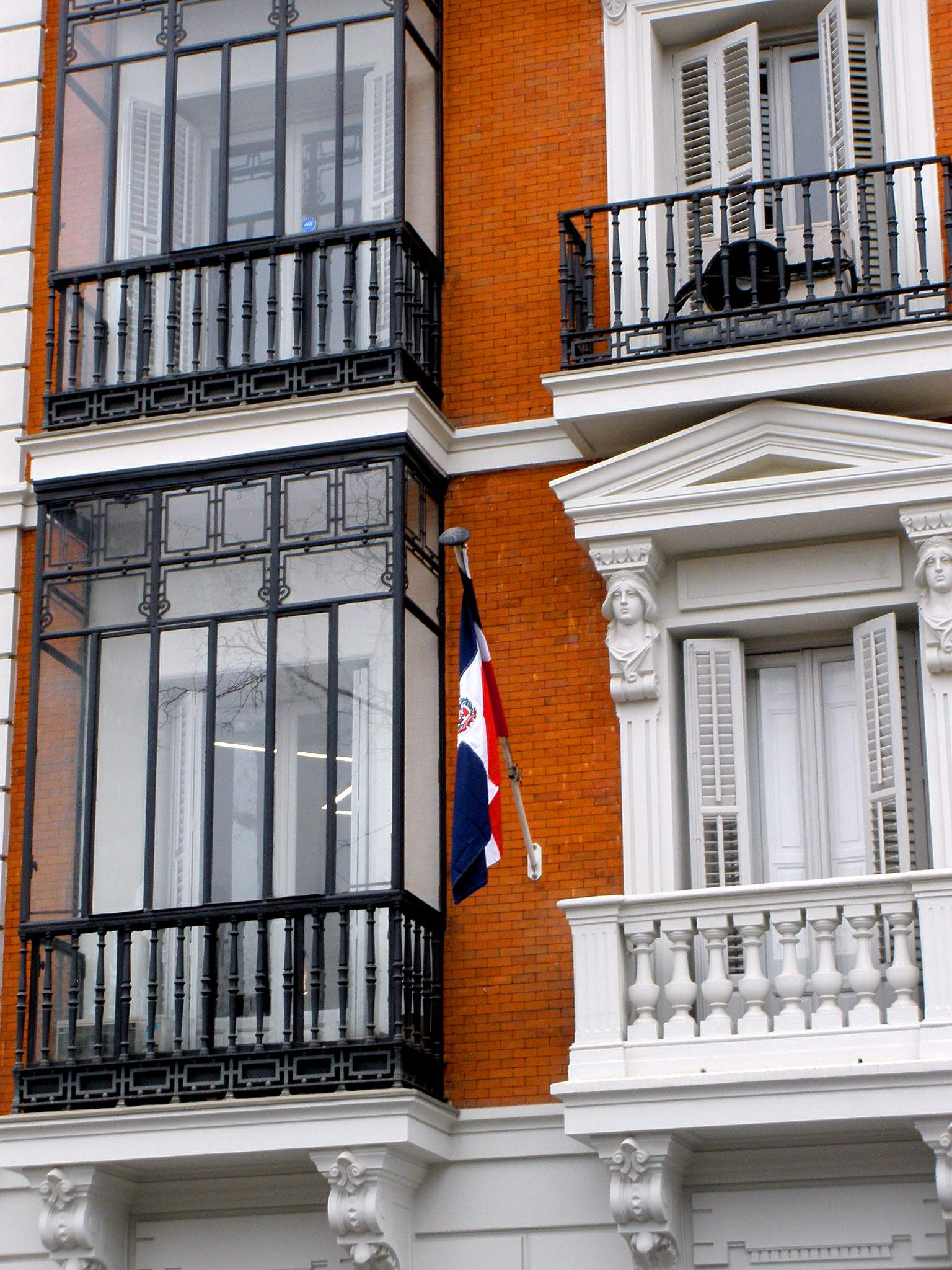
Ambassade à Madrid.
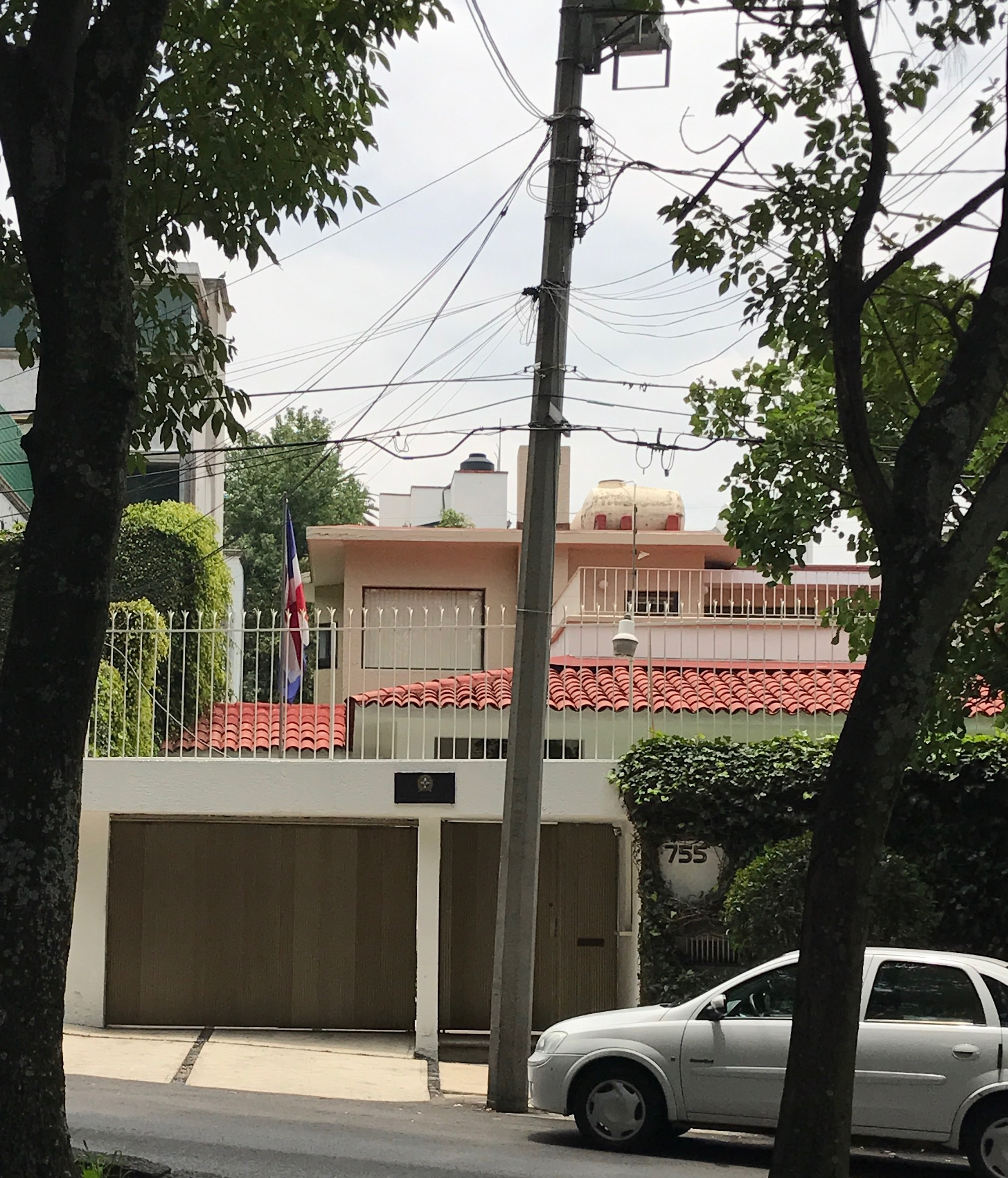
Ambassade à Mexico.
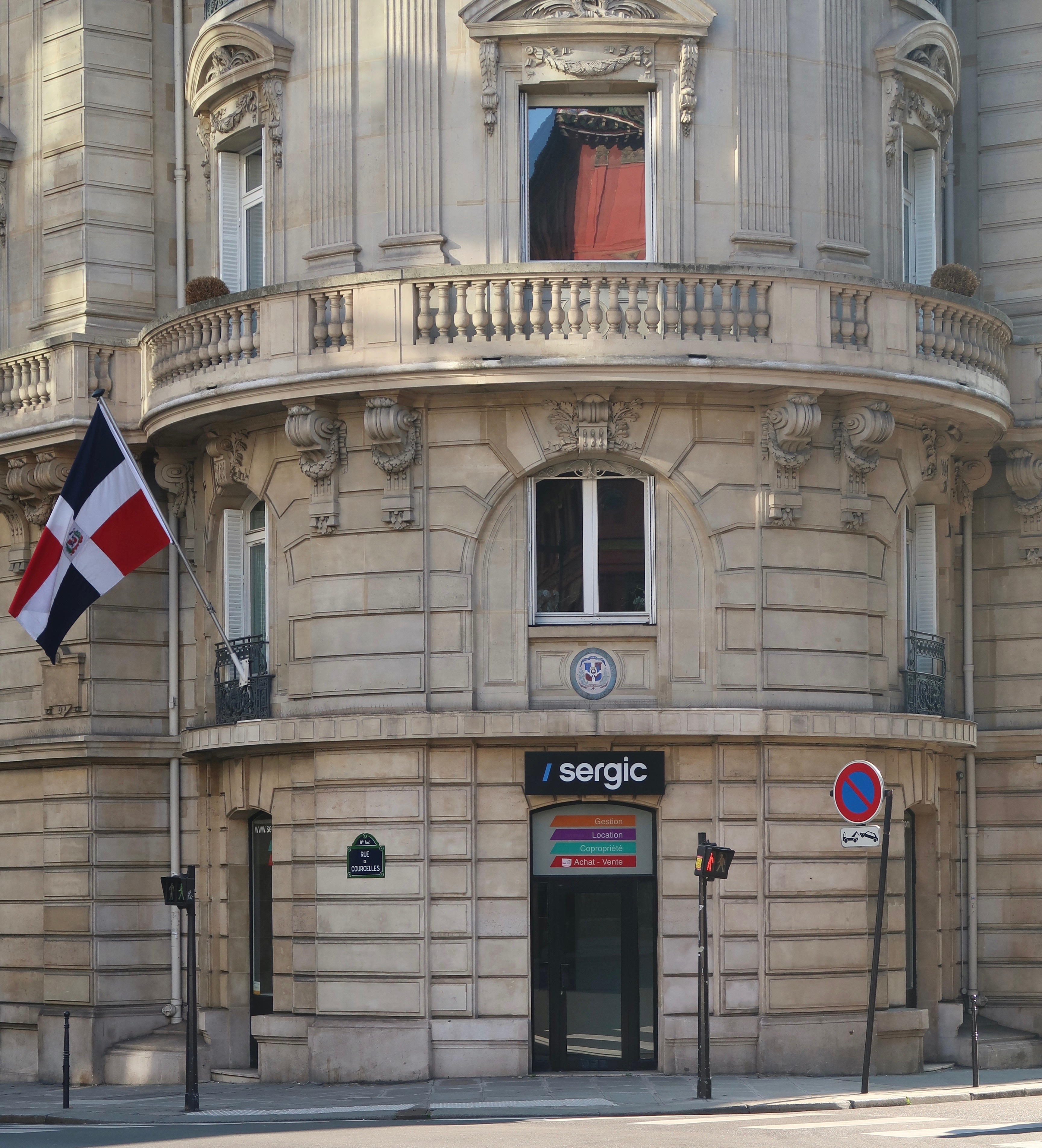
Ambassade à Paris.
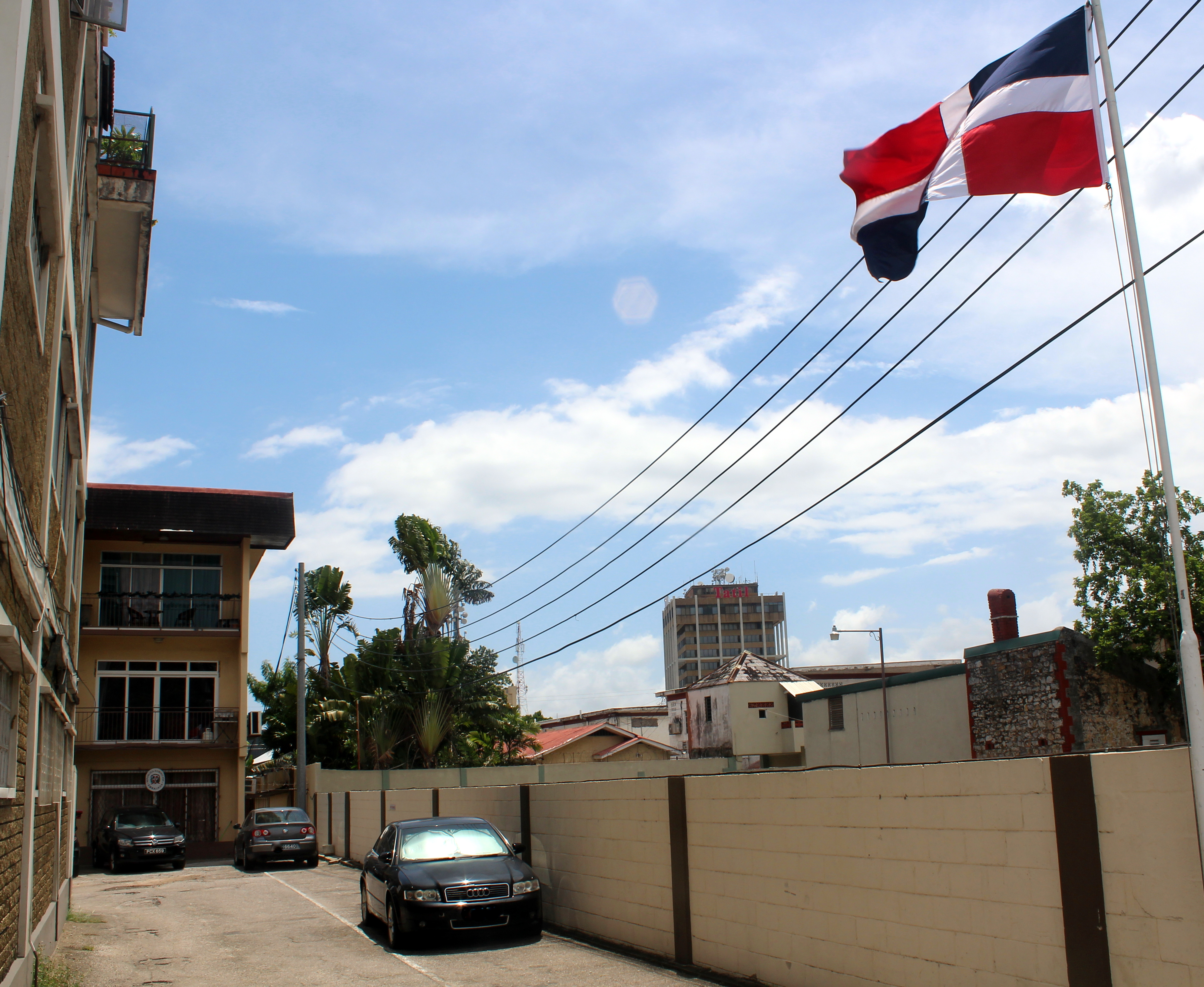
Ambassade à Port d'Espagne.
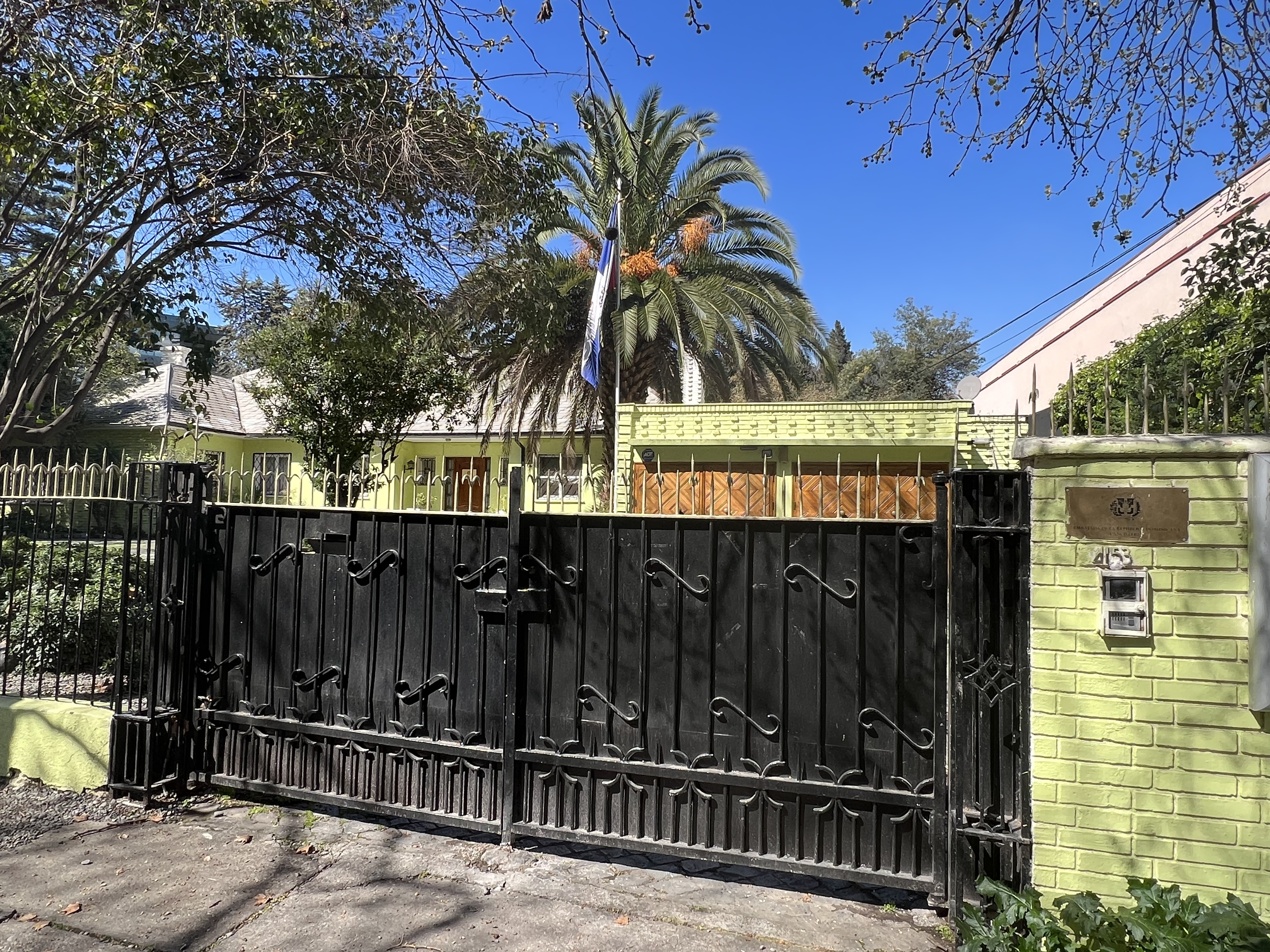
Ambassade à Santiago du Chili
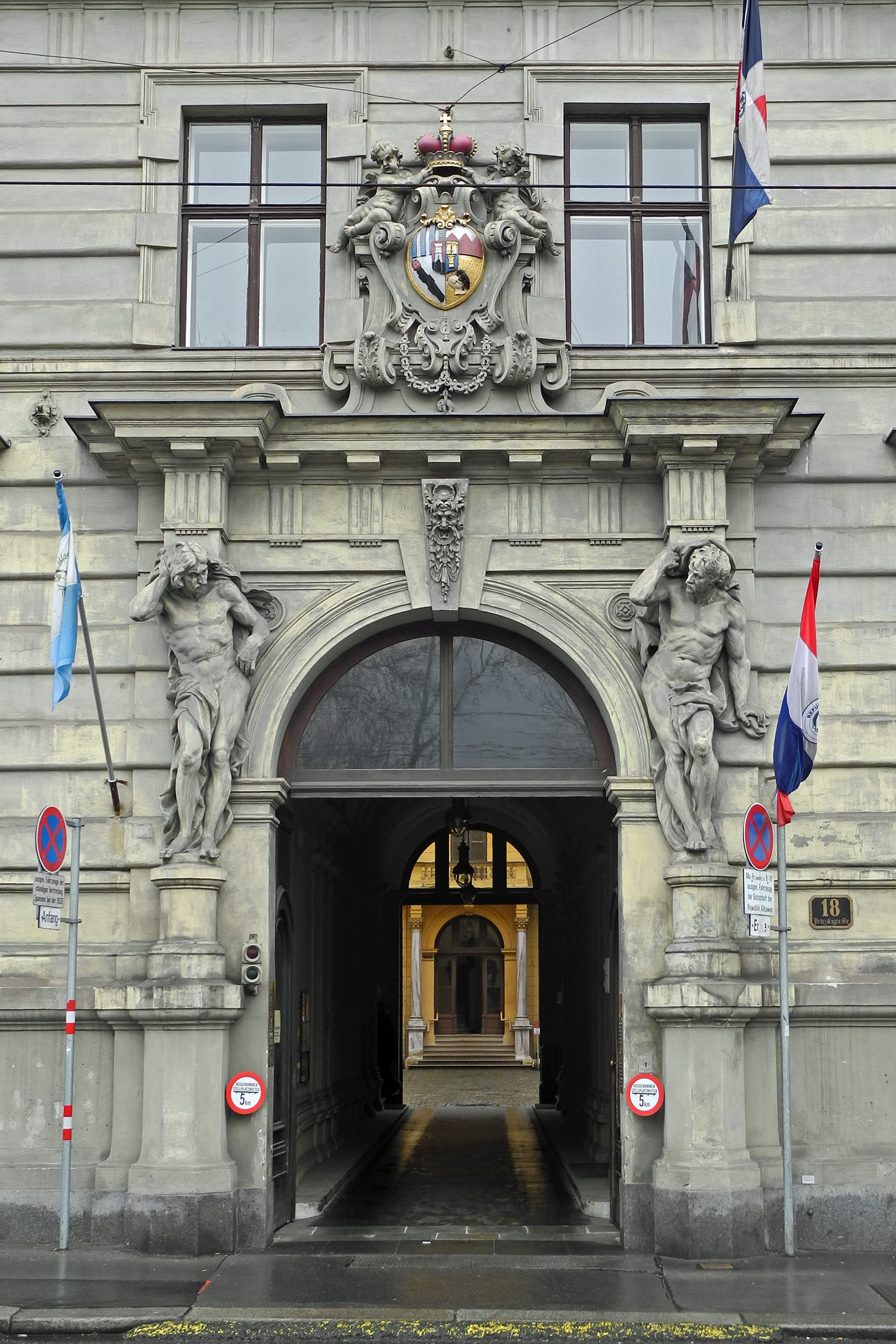
Ambassade à Vienne.
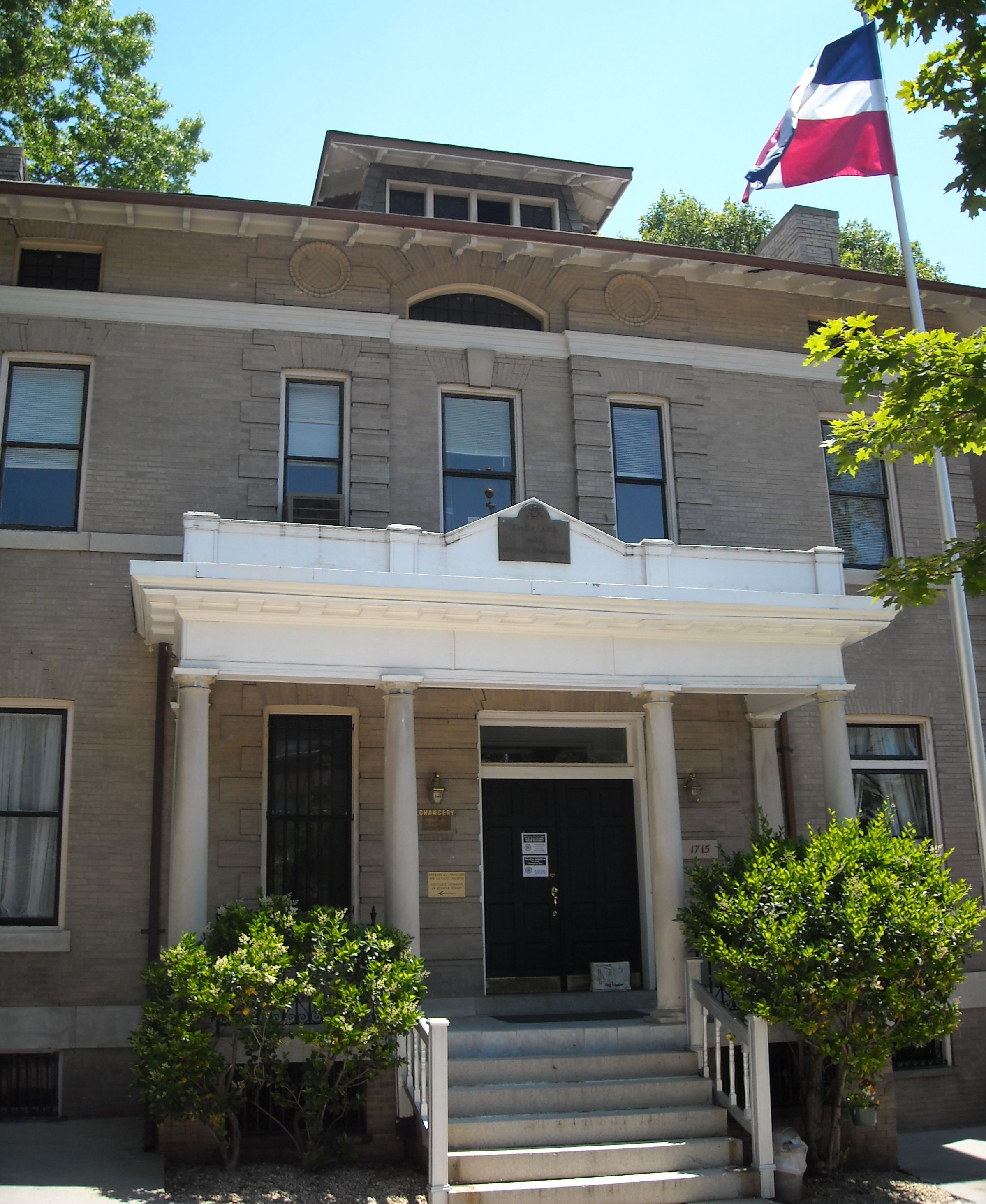
Ambassade à Washington.